# Fluor Tomi
Karácson Tamás ( Várpalota, 1987. augusztus 5. ) - művésznevén Fluor - magyar rapper, szövegíró, médiaszemélyiség. Korábban Fluorid és Fluor Filigran néven volt ismert, kezdetben leginkább csak lakhelyén, Székesfehérváron. Zenéjében eleinte az underground hiphop dominált olyan számokkal, mint például a Gecigránát vagy a Picsakészen, majd 2010-től a populárisabb irányba fordulva a Mizu című dallal vált széles körben ismertté. Stílusában a rap, a hiphop elemei ugyanúgy megtalálhatóak, mint az elektronikus zene. Jelenleg a Wellhello nevű együttesben aktív, melyet Diazzal ketten alkotnak. 

## Pályafutása

### A kezdetek
Már fiatalon elkezdett rappelni. Első rapszövege a hatos lottóról szólt. A nagy áttörést az jelentette, amikor 2004-ben megkereste Joekert, a Hősök tagját és ütemgyárosát, hogy elkészítse első saját stúdiófelvételét, az Egy pillanatot. Ekkor Fluorid néven futott. Ezután jelentkezett az Animal Cannibals tehetségkutatójába, a Mikrofon Mániába, amelyet tizenhat évesen nyert meg több száz másik mc-t megelőzve. A győzelem után klip is készült az Egy pillanat című számhoz, és még szeptemberben kiadta Ahogy érzem című albumát, amely nyolc számot tartalmazott. A fiatal rapper felhívta magára a figyelmet, rengetegen várták a folytatást.
Még decemberben kiadta a Történet EP címre hallgató kislemezt, majd 2005 szeptemberében a Másik fél maxi címűt. Az előző albumoktól eltérően nem Joeker kezei alatt készültek a felvételek, illetve az alapok, hanem saját maga készített el többet is. A Másik fél maxin helyet kapó Beton című számhoz készült videóklip is.

### Mélyvárosi álmok
Ekkor Fluorid úgy döntött, hogy nevet változtat, és Fluor Filigran néven kezd el dolgozni első nagy albumán. Ekkor kezdett közösen dolgozni Nappal, aki azóta Zselenszky néven ismert. A másik fontos találkozása Pixával történt. Ő a későbbiekben is rengeteget segített Fluornak. Pixa több számnak is a producere volt az új albumon, illetve nála lett fölvéve a számok nagy része. Az album végül 2006 júniusában került ki.

### Parappa
Fluor Filigran ezután újabb ötlettel állt elő: következő albumát „lopott alapokra”, azaz híres külföldi instrumentálokra vette fel. A számok ismét Pixánál lettek felvéve. Több előadó is közreműködött az albumon, többek között a Gruppen Family (Siska Finuccsi, Eckü, Pixa), Mentha és Rich-Zed. A Matek után című szám FankaDeli nek szól. Ezen kívül további híres számok az albumról: Háromból három, Sose legyen rosszabb, Parappa. Készült egy bónuszkiadás is, itt már saját ritmusokra rappelnek.
2007-ben Fluor Ecküvel és Pixával elindította az AP! nevű rádiót, amely Székesfehérváron környékén és az interneten hallgatható.
Ugyanezen év decemberében kiadta az Eufória EP című kislemezt. Ezen dolgozott először együtt az Indigó utcával.

### Kell az új is
Ezen az albumon Fluor Filigran több új stílusban is kipróbálta magát. Az album készítése előtt Fluor megismerkedett Hosszú Zsolttal, aki dzsesszes vonalat vitt a számok nagy részébe. Az album első fele dzsesszes hangulatú, nagyrészt az élet szépségét sugallja. A második felében inkább az elektronikus vonal dominál, ami Pixa specialitásává vált azóta. A címadó számban közreműködik SP. A bónusz részben megtalálható Pixa zenéje, a Fürge ujjak, illetve egy houseparódia, a Dörr Me. A Jó lesz így című számhoz klip is készült. További nevezetesebb számok az albumról.

### Shake!
Fluor 2008 végén egy AP!-műsorban jelentette be, hogy hamarosan új albummal jelentkezik. Még abban az évben bemutatta a Gecigránát című számot. Az albumhoz több tehetséges producer készítette az alapokat: Verz, Wata és Dolbeats is megjelent Pixa mellett. Még az album megjelenése előtt elkészült a Van sok söröd című számhoz a klip. Az album megjelenése után a … című számhoz is készült egy karácsonyi videóklip.

### Partyarc, Popcorn, Mizu, Lájk!
Fluor decemberben fölrakta Myspace-ére az Ecküvel közös Mr. Hilti című számot. Ekkor bejelentette, hogy nyáron kiadja új albumát, a Popcorn!-t, amelyet a Partyarc című kislemez fog megelőzni. Ekkor hagyta el nevéből a Filigran jelzőt, majd leginkább keresztneve becézéset, a Tomit kezdte el használni. A Partyarchoz készített klip 2010 júniusában jelent meg.
2010. december 26-tól 2011. január 3-ig minden nap feltett egy letölthető számot az internetes oldalára. Január 4-én megjelent a Mizu című dal klipje, amelyet néhány nap alatt több százezerszer tekintettek meg a YouTube-on. Fluor szerzeményét a Csillag születikben feltűnt Erős Dávid operaként dolgozta fel, innentől kezdve lavinaként indult meg a különböző verziók gyártása. A Mizu dalszövege kapcsán a magyar közösségi médiában plágiummal vádolták meg Fluort. Az egyesült államokbeli LMFAO együttes Scream My Name dalának szövegében található egy sor: „We fit together like if we were twos legos.” Fluor dalszövegében lényegében ennek fordítása, az „Álljunk össze, mint két kicsi lego.” sor szerepel.
2011 májusában megjelent a 'Lájk' című szám videóklipje.

### Nekem kukim van, neked nunid van…
2011 júniusában Fluor ismét a közvélemény figyelmének központjába került Nekem kukim van, neked nunid van… című dalával.

## A Kiszel Tünde-ügy
2009-ben Fluor egy partin, ahol többet ivott a kelleténél, sértő megjegyzéseket tett Kiszel Tündére. A videó 2011 nyarán került nyilvánosságra. Kiszel Tünde, amikor meglátta a videót, úgy döntött, hogy pert indít Fluor ellen. Fluor azóta megbánta az esetet, és többször bocsánatot is kért ezért, a nő azonban nem fogadta el a bocsánatkérését. Peren kívül megegyeztek, miután Fluor másfél millió forintot fizetett kárpótlásul.

## Diszkográfiája

### Nagylemezek
| 1.  | Intro                                            |  |
| 2.  | Varázslat                                        |  |
| 3.  | Tó-lyuk (kzr. Eckü)                              |  |
| 4.  | Éjszakai műszak                                  |  |
| 5.  | SKIT                                             |  |
| 6.  | Mély, városi álom                                |  |
| 7.  | Méreg (kzr. Drezzick)                            |  |
| 8.  | Mi legyen?                                       |  |
| 9.  | Beton                                            |  |
| 10. | SKIT                                             |  |
| 11. | Miért gondol mást                                |  |
| 12. | Látszik (kzr. Kredit, Drezzick)                  |  |
| 13. | Szabályok (kzr. Rich-Zed)                        |  |
| 14. | Késő                                             |  |
| 15. | Október (kzr. Zselenszky)                        |  |
| 16. | Félúton (kzr. Zselenszky, Bérces Viktor, Freeze) |  |
| 17. | Outro                                            |  |
| 18. | Te is érzed? (kzr. Pixa, Eckü, Rich-Zed)         |  |

| 1.  | Tudinni                                             |  |
| 2.  | Szabad ilyet (kzr. Royal, Pier)                     |  |
| 3.  | Sörszagú (kzr. Mc Ramóna)                           |  |
| 4.  | Sörhas skit                                         |  |
| 5.  | Matek után                                          |  |
| 6.  | Háromból három                                      |  |
| 7.  | Reggelt                                             |  |
| 8.  | Korrekt                                             |  |
| 9.  | Sose legyen rosszabb (kzr. Gruppen Family + Mentha) |  |
| 10. | Parappa (kzr. Pixa)                                 |  |
| 11. | Kavarj fel. (kzr. Berill)                           |  |
| 12. | Leszek én (kzr. Rich-Zed)                           |  |
| 13. | Maradsz itt                                         |  |
| 14. | Olyan (kzr. Drezzick + Pixa)                        |  |
| 15. | Aki nem is tudott élni                              |  |
| 16. | Telepatikus perc (kzr. Zselenszky)                  |  |
| 17. | Kérsz-kapsz (kzr. Pixa)                             |  |
| 18. | Ki a hülye                                          |  |
| 19. | Skicc (kzr. Drezzick)                               |  |
| 20. | Nővér (kzr. Zselenszky)                             |  |

| 1.  | Hív az élet (kzr. Hosszú Zsolt)  |  |
| 2.  | Egyre szebb (kzr. Hosszú Zsolt)  |  |
| 3.  | Zsír a buli (kzr. Eckü)          |  |
| 4.  | Jó lesz így (kzr. Hosszú Zsolt)  |  |
| 5.  | Rejtenélek                       |  |
| 6.  | Szavaim                          |  |
| 7.  | Kell az új is (kzr. SP)          |  |
| 8.  | Messzire visz                    |  |
| 9.  | Szavaim (Dolbeats Version)       |  |
| 10. | Szédülszel                       |  |
| 11. | Limousine Brothers - Felle Felle |  |
| 12. | Pixa - fürge ujjak               |  |
| 13. | Pixa - fürge ujjak (Remix)       |  |
| 14. | Pixa - fürge ujjak (Exrended)    |  |
| 15. | Dörr Me (kzr. Pixa)              |  |

| 1.  | Mindenki a haverom                 |  |
| 2.  | Shake! (kzr. Pixa)                 |  |
| 3.  | Van sok söröd?                     |  |
| 4.  | Gecigránát                         |  |
| 5.  | Picsakészen (kzr. Snow)            |  |
| 6.  | Bö                                 |  |
| 7.  | Sstriphop                          |  |
| 8.  | Monoton (kzr. Lucy)                |  |
| 9.  | Made in Hungary (kzr. Pixa)        |  |
| 10. | Vóna (kzr. Hosszú Zsolt, Maszkura) |  |
| 11. | Magába szív                        |  |
| 12. | Hajnalíz                           |  |
| 13. | PontPontPont (kzr. INDIGÓ UTCA)    |  |
| 14. | Csak egy film (kzr. Zselenszky)    |  |

| 1.  | Partyarc (kzr. SP)                   |  |
| 2.  | Mizu                                 |  |
| 3.  | Boom Boom Bang (kzr. Pixa)           |  |
| 4.  | Lájk                                 |  |
| 5.  | Off                                  |  |
| 6.  | Csicskalángos (kzr. Eckü)            |  |
| 7.  | Napfényízű lány (kzr. Pixa)          |  |
| 8.  | Egy életen át (kzr. Snow)            |  |
| 9.  | Csak egy film 2010 (kzr. Zselenszky) |  |
| 10. | Partyarc (kzr. SP) [Pixa Remix]      |  |

| 1. | Span          |  |
| 2. | Charlee Sheen |  |

### Kislemezek
- Ahogy érzem (2004)
- Történet EP (2004)
- A másik fél Maxi (2005)
- Eufória EP (2007)

### Videóklipek
- 2004 – Egy pillanat
- 2006 – Beton
- 2008 – Jó lesz így
- 2008 – Dörr me
- 2009 – Van sok söröd
- 2009 – PontPontPont
- 2010 – Partyarc
- 2011 – Mizu
- 2011 – Lájk Remix
- 2011 – Halenda
- 2011 – Nekem kukim van
- 2012 – Partyállat
- 2012 – Hello, nyár
- 2012 – Köpköde
- 2013 – Anno
- 2013 – Charlie Sheen
- 2013 – Az út a cél
- 2013 – Képkockák
- 2013 – Képkockák akusztik
- 2014 – Felébredni máshol
- 2014 – Szembesáv
- 2014 – Rakpart (Wellhello)
- 2014 – Apuveddmeg (Wellhello)
- 2015 – Emlékszem, Sopronban (Wellhello)
- 2015 – Késő már (Wellhello)
- 2016 – A város szemei (Wellhello)
- 2016 – #Sohavégetnemérős (Wellhello)
- 2016 – Fiúk ölébe lányok (Wellhello)
- 2017 – Odaút (Wellhello)
- 2017 – Senki nem véd meg (Wellhello)
- 2017 – Régi szőke (Wellhello)
- 2017 – Zuhanj belém (Wellhello)
- 2018 – Nem olyan lány (Wellhello)
- 2018 – Az utolsó hibám (Wellhello
- 2019 – Ittalvós
- 2019 – Felhőmozi
- 2019 – Barátom (Wellhello)
- 2019 – Őszinte (Wellhello)
- 2020 – Ölelni szavakkal (Wellhello)

- 2020 – Bárhová (Wellhelo)
- 2020 – Erre már nem fogok emlékezni (Wellhelo)

### Közreműködés
- 2009: Animal Cannibals – Faház meg sátor
- 2010: A Stáb – Mekkora show[8]
- 2010: John The Valiant ft. Lola – Another day[9]
- 2011: Animal Cannibals vs. The Doobie Brothers – Ülünk a long train
- 2011: Irigy Hónaljmirigy – Két hetes gatyó
- 2012: Stáb a tanyán – A holnap a máé
- 2015: PIxa Kis Grófo – Bulibáró
- 2020: Tamáska Gabriella, Lotfi Begi – A mi számunk

#### Slágerlistás dalok
| Év                        | Dal               | Legmagasabb helyezés | Legmagasabb helyezés | Legmagasabb helyezés   | Legmagasabb helyezés | Legmagasabb helyezés | Legmagasabb helyezés         | Legmagasabb helyezés | Album |
| Év                        | Dal               | VIVA Chart           | CLass 40             | MAHASZ Editors' Choice | MAHASZ Rádiós Top 40 | MAHASZ Dance Top 40  | MAHASZ Single (track) Top 10 | EURO 200             | Album |
| ------------------------- | ----------------- | -------------------- | -------------------- | ---------------------- | -------------------- | -------------------- | ---------------------------- | -------------------- | ----- |
| 2010                      | Partyarc feat. SP | 7                    |                      |                        |                      |                      |                              |                      | Lájk  |
| 2011                      | Mizu              | 1                    |                      |                        |                      | 15                   | 3                            |                      | Lájk  |
| 2011                      | Lájk              | 1                    |                      |                        |                      | 40                   | 4                            |                      | Lájk  |
| Közreműködés kislemezeken |                   |                      |                      |                        |                      |                      |                              |                      |       |

| Év                  | Kislemez               | Legmagasabb helyezés | Legmagasabb helyezés | Legmagasabb helyezés   | Legmagasabb helyezés | Legmagasabb helyezés | Legmagasabb helyezés         | Legmagasabb helyezés | Album |
| Év                  | Kislemez               | VIVA Chart           | CLass 40             | MAHASZ Editors' Choice | MAHASZ Rádiós Top 40 | MAHASZ Dance Top 40  | MAHASZ Single (track) Top 10 | EURO 200             | Album |
| ------------------- | ---------------------- | -------------------- | -------------------- | ---------------------- | -------------------- | -------------------- | ---------------------------- | -------------------- | ----- |
| 2010                | Mekkora show A Stábbal | 1                    |                      |                        |                      |                      |                              |                      |       |
|                     |                        | Összesítés           |                      |                        |                      |                      |                              |                      |       |
| 1. helyezett számok | 1. helyezett számok    | 2                    |                      |                        |                      |                      |                              |                      |       |
| Top 10-be bekerült  | Top 10-be bekerült     | 3                    |                      |                        |                      |                      | 2                            |                      |       |
| Top 40-be bekerült  | Top 40-be bekerült     | 3                    |                      |                        |                      |                      | 2                            |                      |       |

## Díjak
- 2011 :Bravo Otto-Az év felfedezettje
- 2011: Bravo Otto-Az év videóklipje (Mizu)
- 2011: Viva Comet-Legjobb új előadó
- 2011: Viva Comet-Legjobb férfi előadó (jelölés)
- 2016: Playboy Man Of The Year (frontember)
- 2017: Junior Artisjus-díj

## Filmek és Televíziós műsorok
- #Sohavégetnemérős (2016)

| Év   | Cím            | Szerepkör | Csatorna | Megjegyzés                     |
| ---- | -------------- | --------- | -------- | ------------------------------ |
| 2020 | Álarcos Énekes | versenyző | RTL      | 1 epizód; 2. évad; Süti jelmez |
| 2021 | Álarcos Énekes | nyomozó   | RTL      | 3. évad                        |